# Alcesti di Barcellona
La cosiddetta Alcesti di Barcellona è un poemetto mitologico latino di 124 esametri sul mito di Alcesti che muore sacrificandosi per il marito Admeto e che segue da vicino l'omonimo dramma di Euripide.
Nonostante il suo scarso valore letterario, l'operetta ha una rilevanza papirologica notevole, in quanto si tratta di uno dei pochissimi papiri letterari latini pervenutici al di fuori dell'Egitto o di Ercolano, oltre a testimoniare l'uso persistente del papiro ancora nel passaggio dal rotolo (volumen) al codice (codex) ancora nel tardo IV secolo d.C.

## Contenuto e struttura
L'epillio è stato scritto su quattro fogli di papiro, databili alla seconda metà del IV secolo d.C. in base ad elementi calligrafici, che rimandano ad una semionciale con elementi in corsivo. I fogli furono, ad un certo punto, inseriti in un codex mixtus. La editio princeps fu pubblicata dal sacerdote e papirologo catalano Ramon Roca-Puig il 18 ottobre 1982. Il nome Barcinonensis deriva dal fatto che i fogli sono, ora, in possesso della fondazione Sant Lluc Evangelista fondata da Roca-Puig con sede a Barcellona.
L'epillio può essere diviso in 5 parti, ciascuna comprendente 2 o 3 sezioni.
Nei primi 20 versi, Admeto, marito di Alcesti, apprende da Apollo che morirà subito, a meno che non trovi chi voglia morire spontaneamente al suo postoː sicché, l'eroe si rivolge al padre (21–42) e alla madre (42–70), che rifiutano. Solo Alcesti si dichiara pronta a scambiare la propria vita con quella dello sposo, a cui chiede di non risposarsi dopo la propria morte (71–103), descritta dal finale dell'epillio (104–124). Proprio questo finale ex abrupto, con un inizio di invocazione dell'eroina allo sposo, fa pensare che il poemetto sia mutilo del finale, anche se dubbi sussistono anche sull'incipit della Alcesti, che inizia con l'invocazione fatta da Admeto ad Apollo, senza ambientazione e specificazione di chi sia la persona loquens.
| Parte | Versi   | Contenuto                              | Numero delle sezioni |
| ----- | ------- | -------------------------------------- | -------------------- |
| 1     | 1–20    | Dialogo tra Admeto e Apollo            | 2                    |
| 2     | 21–42   | Dialogo tra Admeto e il padre Ferete   | 2                    |
|       |         | Agone tra Climene e Alcesti:           |                      |
| 3     | 42–70   | Rhesis di Climene                      | 3                    |
| 4     | 71–103  | Antirrhesis di Alcesti                 | 3                    |
| 5     | 104–124 | L'ultimo giorno e la morte dell'eroina | 2                    |

## Tradizione e valore del testo
L'Alcesti comprende i folia 33–36 di un codex mixtus, che comprende le Catilinarie I e II di Cicerone, un salmo responsoriale e un testo liturgico in greco. La datazione risale ad E. A. Lowe, che data il salmo responsoriale e il poemetto alla seconda metà del IV secolo d.C., copiati dalla stessa mano.
La decifrazione e l'interpretazione del papiro furono poi portate avanti da quattro gruppi in paralleloː Wolfgang Dieter Lebek all'Università di Colonia, Peter J. Parsons, Robin G. M. Nisbet e G. O. Hutchinson all'Università di Oxford, Miroslav Marcovich all'Università dell'Illinois e Vincenzo Tandoi all'Università di Foggia.
Il valore del poemetto è in sé piuttosto scarsoː esso risulta rilevante solo perché costituisce un'ulteriore testimonianza del genere tardoantico delle epopee in versi, testimoniate dalla Alcesta dell'Anthologia Latina, di argomento ed estensione pressoché identici, o dalle esercitazioni mitologiche di Draconzio, come Hylas o l'epica mitologica di Claudiano, De raptu Proserpinae.

### Edizioni e commenti
- Ramon Roca-Puig, Alcestis. Hexamètres Llatins. Papyri Barcinonenses Inv. no 158–161, Barcelona 1982. – Editio princeps.
- Wolfgang Dieter Lebek, Das neue Alcestis-Gedicht der Papyri Barcinonenses, in "Zeitschrift für Papyrologie und Epigraphik", n. 52 (1983), pp. 1–29. – Edizione critica con commento e traduzione tedesca.
- Miroslav Marcovich, Alcestis Barcinonensis, in "Illinois Classical Studies", n. 9 (1984), pp. 111–134,  online (archiviato dall'url originale il 5 marzo 2016).. (PDF). – Edizione critica con introduzione e traduzione inglese.
- Vincenzo Tandoi (a cura di), Anonymi Carmen de Alcestide nuper repertum, in "Quaderni dell’Associazione Italiana di Cultura Classica di Foggia", IV. – Edizione critica con introduzione, commento e traduzione italiana.
- Miroslav Marcovich (ed.), Alcestis Barcinonensis. Text and Commentary, Leiden, Brill, ISBN 90-04-08600-5,  online..
- Lorenzo Nosarti, Anonimo, L’Alcesti di Barcellona. Introduzione, testo, traduzione e commento, Bologna, Pàtron, 1992.

### Studi
- Peter J. Parsons-R. G. M. Nisbet-G. O. Hutchinson, Alcestis in Barcelona, in "Zeitschrift für Papyrologie und Epigraphik", n. 52 (1983), pp. 31–36.
- Jacques Schwartz, Le papyrus latin d’Alceste et l’oeuvre de Claudien, in "Zeitschrift für Papyrologie und Epigraphik", n. 52 (1983), pp. 37 ss.
- Vincenzo Tandoi, La nuova Alcesti di Barcellona, in Disiecti membra poetae. Studi di poesia latina in frammenti, Foggia 1984, vol. 1, pp. 233–245.